# Günter Grass
Günter Wilhelm Grass (alemão: [ˈɡʏntɐ ˈɡʁas] (escutarⓘ); Danzig, 16 de outubro de 1927 – Lübeck, 13 de abril de 2015) foi um escritor, dramaturgo, poeta, intelectual e artista plástico alemão.
Nascido na Cidade Livre de Danzig (hoje Gdańsk, Polônia), quando adolescente, foi convocado para o serviço militar e serviu desde o final de 1944 na Waffen-SS. Foi feito prisioneiro de guerra pelas forças norte-americanas no final da guerra, em maio de 1945.Libertado em abril de 1946, trabalhou como pedreiro e escultor, mas só começou a escrever na década de 1950. Na sua ficção, se voltava frequentemente à Danzig da sua infância.
Grass é mais conhecido por seu primeiro romance, The Tin Drum (1959), um texto chave no realismo mágico europeu. Foi o primeiro livro de sua Trilogia Danzig, os outros dois sendo Cat and Mouse and Dog Years. Suas obras são frequentemente consideradas como tendo uma dimensão política de esquerda, e Grass foi um apoiador ativo do Partido Social-Democrata da Alemanha (SPD).
The Tin Drum foi adaptado como filme de mesmo nome, que ganhou a Palma de Ouro de 1979 e o Oscar de melhor filme internacional. Em 1999, a Academia Sueca concedeu a Grass o Prêmio Nobel de Literatura, elogiando-o como um escritor "cujas divertidas fábulas sombrias retratam a face esquecida da história".

## Biografia
Grass nasceu na Cidade Livre de Danzig, (hoje Gdańsk, na Polónia) em 1927. Era filho de Wilhelm Grass (1899–1979), um protestante luterano de origem alemã, e Helene Grass (nascida Knoff, 1898–1954), uma católica romana de origem cassubiana-polonesa. Grass se identificava como cassubiano e foi criado como católico, tendo sido coroinha quando criança. Seus pais tinham uma mercearia com um apartamento anexo em Danzig-Langfuhr (hoje Gdańsk-Wrzeszcz) e tinha uma irmã mais nova, Waltraud, nascida em 1930.
Grass frequentou o ginásio Conradinum de Danzig. Em 1943, aos 16 anos, tornou-se Luftwaffenelfer ("auxiliar" da Força Aérea). Logo depois disso, ele foi recrutado para o Reichsarbeitsdienst (Serviço de Trabalho do Reich). Em novembro de 1944, logo após seu aniversário de 17 anos, Grass se ofereceu como voluntário para o serviço submarino na Kriegsmarine da Alemanha Nazista, "para sair do confinamento sentido quando adolescente na casa de seus pais", que ele considerava abafada de classe média baixa católica.
Depois que a Marinha o recusou, ele foi convocado para a 10.ª Divisão Panzer SS Frundsberg no final de 1944. Grass não revelou até 2006 que foi convocado para a Waffen-SS naquela época. Sua unidade funcionou como uma Divisão Panzer regular e serviu nela de fevereiro de 1945 até ser ferido em 20 de abril de 1945. Grass foi capturado em Marienbad (hoje Mariánské Lázně, República Tcheca) e enviado para um campo de prisioneiros de guerra dos Estados Unidos em Bad Aibling, na Baviera.
De 1946 a 1947, Grass trabalhou em uma mina e recebeu formação em construção de alvenaria. Estudou escultura e arte gráfica na Academia de Belas-Artes de Düsseldorf. Também foi cofundador do Grupo 47, organizado por Hans Werner Richter, um grupo informal de autores e críticos alemães que tinha como objetivo revitalizar a literatura alemã de pós-guerra. Grass trabalhou como escritor, designer gráfico e escultor, viajando com frequência. Em 1953 mudou-se para Berlim Ocidental e estudou na Universidade de Artes de Berlim. A partir de 1960, passou a morar em Berlim e em parte do ano em Eslésvico-Holsácia. Em 1961, ele se opôs publicamente à construção do Muro de Berlim.
De 1983 a 1986, ocupou a presidência da Academia de Artes de Berlim.

## Vida pessoal
Em 1954, Grass casou-se com Anna Margareta Schwarz, uma dançarina suíça, que terminou em divórcio em 1978. Ele e Schwarz tiveram quatro filhos: Franz (nascido em 1957), Raoul (1957), Laura (1961) e Bruno (1965). Separaram-se em 1972 e ele começou um relacionamento com Veronika Schröter, com quem teve uma filha, Helene (1974). Teve também uma filha, Nele (1979), com Ingrid Kruger. Em 1979 casou-se com Ute Grunert, uma organista, com quem ainda era casado quando morreu. Ele tinha dois enteados do segundo casamento, Malte e Hans e tinha 18 netos quando morreu.
Grass era torcedor do Sport-Club Freiburg, clube da Bundesliga.

## Principais obras

### Trilogia Danzig
A obra mais conhecida de Grass é The Tin Drum (Die Blechtrommel), publicada em 1959 (e adaptada como filme homônimo pelo diretor Volker Schlöndorff em 1979). Foi seguido em 1961 por Cat and Mouse (Katz und Maus) e em 1963 pelo romance Dog Years (Hundejahre). Os livros são chamados coletivamente de Trilogia Danzig e enfocam a ascensão do nazismo e como a Segunda Guerra Mundial afetou Danzig, separada da Alemanha após a Primeira Guerra Mundial e designada como Cidade Livre de Danzig (Freie Stadt Danzig). Dog Years (1965) é considerado uma sequência de The Tin Drum, pois apresenta alguns dos mesmos personagens. Ele retrata as etnias mistas da região e o complexo contexto histórico em prosa lírica altamente evocativa.
The Tin Drum estabeleceu Grass como um dos principais autores da Alemanha, o que também estabeleceu um alto padrão de comparação para todos os seus trabalhos subsequentes, que os críticos muitas vezes compararam desfavoravelmente a este trabalho inicial. Na Alemanha Ocidental do final dos anos 1950 e início dos anos 60, o livro foi controverso. A cidade de Bremen revogou o prêmio que concedeu a Grass por causa do que seus líderes consideraram a “imoralidade” de seu romance de estreia. Quando Grass recebeu o Prêmio Nobel de Literatura em 1999, o Comitê Nobel afirmou que a publicação de The Tin Drum "foi como se a literatura alemã tivesse recebido um novo começo após décadas de destruição linguística e moral".

### The Flounder
O romance de 1977, The Flounder (Der Butt), é baseado no conto popular "O Pescador e Sua Mulher" e trata da batalha entre os sexos. Foi lido como um romance antifeminista. No romance, o linguado mágico do conto popular representa o triunfalismo masculino e o patriarcado. É capturado por um grupo de feministas da década de 1970, que o leva a julgamento. O livro interroga as relações homem-mulher do passado e do presente através da relação entre o narrador e sua esposa que, como a esposa do conto popular, anseia insaciavelmente por mais. Embora o livro pudesse ser lido como uma defesa das mulheres e uma denúncia do chauvinismo masculino, foi amplamente criticado e rejeitado pelas feministas. Rejeitaram a sua representação de violência, sexualização e objetificação, e o que consideraram como narcisismo masculino e essencialismo de gênero.

### Trilogia da Memória
Em 2006, Grass publicou o primeiro volume de uma trilogia de memórias autobiográficas. Intitulado Peeling the Onion (Beim Häuten der Zwiebel), tratava de sua infância, dos anos de guerra, dos primeiros esforços como escultor e poeta e, finalmente, de seu sucesso literário com a publicação de The Tin Drum. Numa entrevista pré-publicação, Grass revelou pela primeira vez que tinha sido membro da Waffen-SS, e não apenas servido como Flakhelfer (assistente antiaéreo), como há muito afirmava. Ao ser questionado sobre sua decisão de fazer uma confissão pública, ele respondeu: 
| “ | Foi um peso para mim, meu silêncio ao longo de todos esses anos é um dos motivos pelos quais escrevi o livro. | ” |

Em resposta à entrevista e ao livro, muitos críticos o acusaram de hipocrisia por ter escondido esta parte do seu passado, ao mesmo tempo que era uma voz forte a favor da ética e da moralidade no debate público. O livro foi elogiado por suas representações da geração alemã do pós-guerra e pelo desenvolvimento social e moral de uma nação sobrecarregada simultaneamente pela destruição e por um profundo sentimento de culpa. Ao longo do livro de memórias, Grass brinca com a fragilidade da memória, da qual as camadas da cebola são uma metáfora. Grass questiona suas próprias memórias, coloca em dúvida suas próprias declarações autobiográficas e questiona se a pessoa que habita seu passado era realmente ele. Esta luta com a memória passa a representar a luta do povo alemão durante o mesmo período com o passado nazista da Alemanha. 
Publicou o segundo volume da trilogia, The Box (Die Box) em 2008; e o terceiro, Grimms Wörter (Palavras de Grimm), título referente ao Deutsches Wörterbuch (Dicionário Alemão) dos Irmãos Grimm, em 2010.

## Principais temas e estilo literário
O trabalho de Grass centra-se na Segunda Guerra Mundial e nos seus efeitos na Alemanha e no povo alemão. Ele critica as formas de raciocínio ideológico que sustentaram o regime nazista e utiliza a localização da cidade de Danzig/Gdańsk junto de seu estatuto histórico ambíguo entre a Alemanha e a Polônia para se posicionar como um símbolo da ambiguidade entre grupos étnicos. A ascendência de Grass inclui familiares alemães e eslavos, alguns dos quais lutaram em lados opostos da guerra. Suas obras mostram também uma preocupação sustentada pelos sujeitos marginais e marginalizados, como Oskar Matzerath, o anão de The Tin Drum, cujo corpo foi considerado uma aberração indigna de vida na ideologia nazista, ou os povos Roma e Sinti considerados impuros e indignos pelos nazistas e sujeitos à eugenia e ao genocídio, assim como os judeus.
O estilo literário de Grass combina elementos de realismo mágico com uma tendência ao questionamento. Ele complica questões de autoria ao misturar elementos autobiográficos realistas com narradores não confiáveis e eventos ou acontecimentos fantásticos que criam ironia ou satirizam eventos para formar críticas sociais.

## Recepção de críticos e colegas

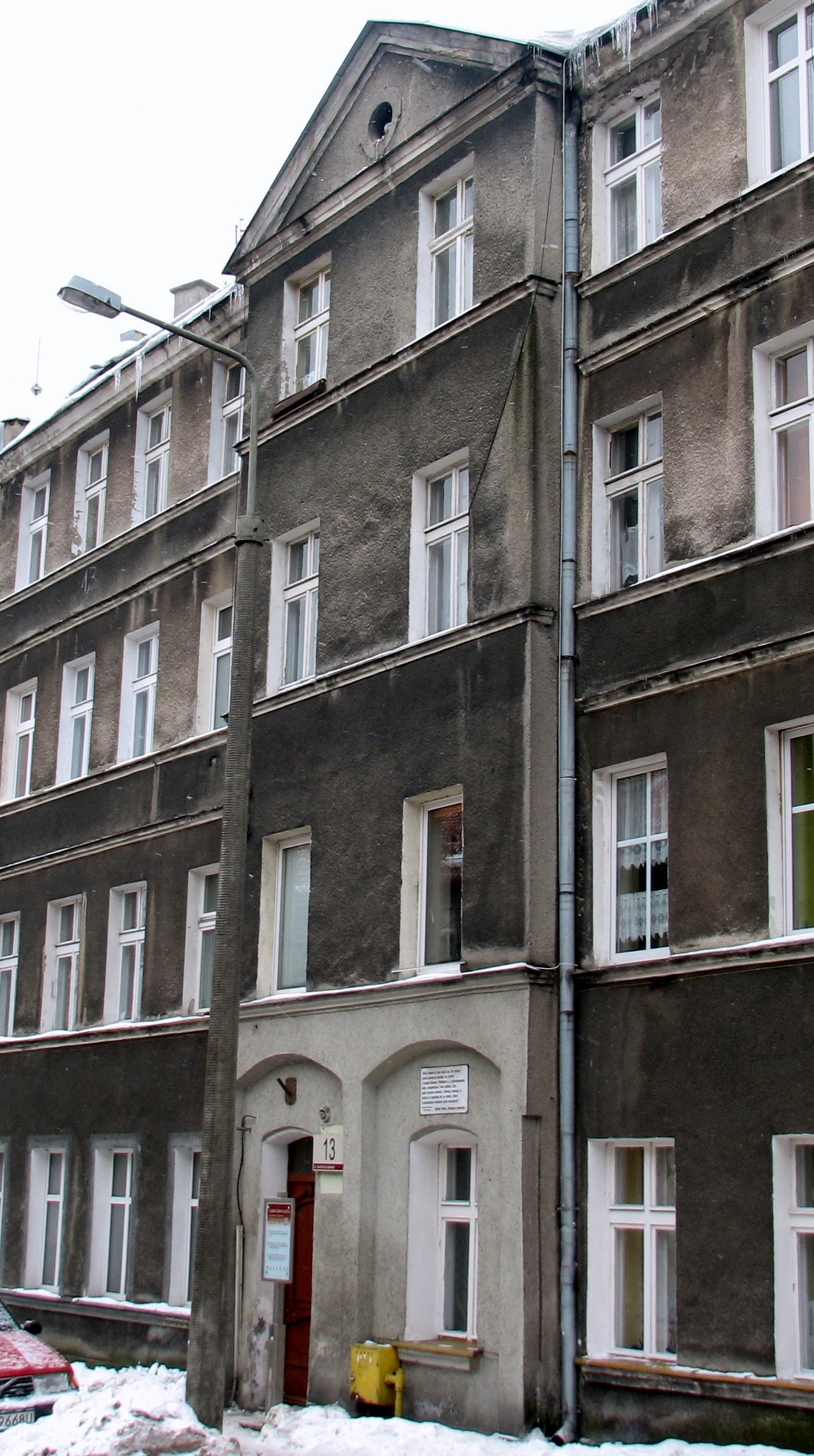
Casa pré-guerra de Günter Grass em Gdańsk

O trabalho de Grass tendeu a dividir os críticos entre aqueles que consideraram seus experimentos e estilo sublimes e aqueles que os consideraram limitados por sua postura política. Críticos americanos, como John Updike, diziam que a mistura de política e crítica social em suas obras diminui suas qualidades artísticas. Em suas várias críticas às obras de Grass, Updike escreveu que Grass havia sido consumido por sua "árdua carreira como celebridade-autor-artista-socialista" e disse sobre um de seus romances posteriores que "ele não se dá ao trabalho de escrever um romance; ele apenas envia despachos... da linha de frente de seu engajamento". Mesmo sendo frequentemente crítico de Grass, Updike o considerou "um dos pouquíssimos autores cujo próximo romance não tem intenção de se perder".
O estilo literário de Grass foi amplamente influente. John Irving chamou Grass de "simplesmente o escritor vivo mais original e versátil". De acordo com Mews, os críticos notaram paralelos entre A Prayer for Owen Meany (1989) de Irving e The Tin Drum. Da mesma forma, Salman Rushdie reconheceu uma dívida para com o trabalho de Grass, particularmente The Tin Drum; além disso, Mews disse que paralelos com o trabalho de Grass foram apontados na obra do próprio Rushdie.

## Revelações sobre a Waffen-SS
Em agosto de 2006, em uma entrevista sobre seu próximo livro, Peeling the Onion, Grass disse que havia sido membro da Waffen-SS na Segunda Guerra Mundial. Antes disso, pensava-se que ele era um membro típico da "geração Flakhelfer", um daqueles jovens demais para ver muitos combates ou para se envolver com o regime nazista além de suas organizações juvenis. Em 15 de agosto de 2006, o Spiegel Online publicou três documentos de 1946 das Forças Armadas dos Estados Unidos atestando a adesão de Grass à Waffen-SS.
Depois de uma tentativa frustrada de se voluntariar para a frota de submarinos em 1942, aos 15 anos, Grass foi recrutado para o Reichsarbeitsdienst (Serviço de Trabalho do Reich). Ele então foi convocado para a Waffen-SS em 1944. Grass foi treinado como artilheiro de tanques e lutou com a 10.ª Divisão Panzer SS Frundsberg até sua rendição às forças norte-americanas em Marienbad.
Em 2007, Grass publicou um relato de sua experiência durante a guerra na The New Yorker, incluindo uma tentativa de "juntar as circunstâncias que provavelmente desencadearam e alimentaram [sua] decisão de se alistar." [61] À BBC, Grass disse em 2006: "Aconteceu como aconteceu com muitos da minha idade. Estávamos no serviço de trabalho e de repente, um ano depois, o aviso de convocação estava sobre a mesa. E só quando cheguei a Dresden é que descobri que era o Waffen-SS."
Como Grass foi durante muitas décadas um crítico declarado de esquerda do fracasso da Alemanha em lidar com o seu passado nazista, sua declaração causou grande agitação na imprensa. Rolf Hochhuth disse que era "nojento" que este mesmo Grass "politicamente correto" tivesse criticado publicamente a visita de Helmut Kohl e Ronald Reagan a um cemitério militar em Bitburg em 1985, porque continha túmulos de soldados Waffen-SS. Na mesma linha, o historiador Michael Wolffsohn acusou Grass de hipocrisia por não ter revelado antes a sua filiação na SS. Joachim Fest, biógrafo de Adolf Hitler, comentou sobre a afirmação de Grass:
| “ | Depois de 60 anos, esta confissão chega um pouco tarde demais. Não consigo entender como alguém que durante décadas se estabeleceu como uma autoridade moral, um tanto presunçosa, conseguiu fazer isso. | ” |

Outros defenderam Grass, dizendo que seu serviço involuntário na Waffen-SS ocorreu muito cedo em sua vida, resultante de sua convocação logo após seu aniversário de 17 anos. Eles notaram que Grass sempre, mesmo depois que a guerra foi perdida, criticou pública e abertamente o passado nazista da Alemanha. Por exemplo, o romancista John Irving criticou aqueles que descartariam as conquistas de uma vida inteira por causa de um erro cometido quando era adolescente.
O biógrafo de Grass, Michael Jürgs, descreveu a controvérsia como resultando no "fim de uma instituição moral". Lech Wałęsa inicialmente criticou Grass por manter silêncio sobre sua filiação à Waffen-SS durante 60 anos. Mais tarde, ele retirou suas críticas depois de ler a carta de Grass ao prefeito de Gdańsk, dizendo que Grass "deu um bom exemplo para os outros". Em 14 de agosto de 2006, o partido no poder da Polônia, Lei e Justiça, apelou a Grass para renunciar à sua cidadania honorária de Gdańsk. Jacek Kurski, um político do Direito e Justiça, disse: 
| “ | É inaceitável que uma cidade onde o primeiro sangue foi derramado, onde a Segunda Guerra Mundial começou, tenha um membro da Waffen-SS como cidadão honorário. | ” |

Segundo uma pesquisa de 2010 ordenada pelas autoridades da cidade, a grande maioria dos cidadãos de Gdańsk não apoiou a posição de Kurski. O prefeito de Gdańsk, Paweł Adamowicz, disse que se opunha a submeter o caso ao conselho municipal porque não cabia ao conselho julgar a história.
Em 2012, tornou a atrair críticas ao publicar um poema em quem questionava a disposição do Ocidente em ignorar o programa nuclear de Israel e definia o país como uma ameaça à paz mundial. Por suas declarações, foi considerado persona non grata em Israel.

## Morte

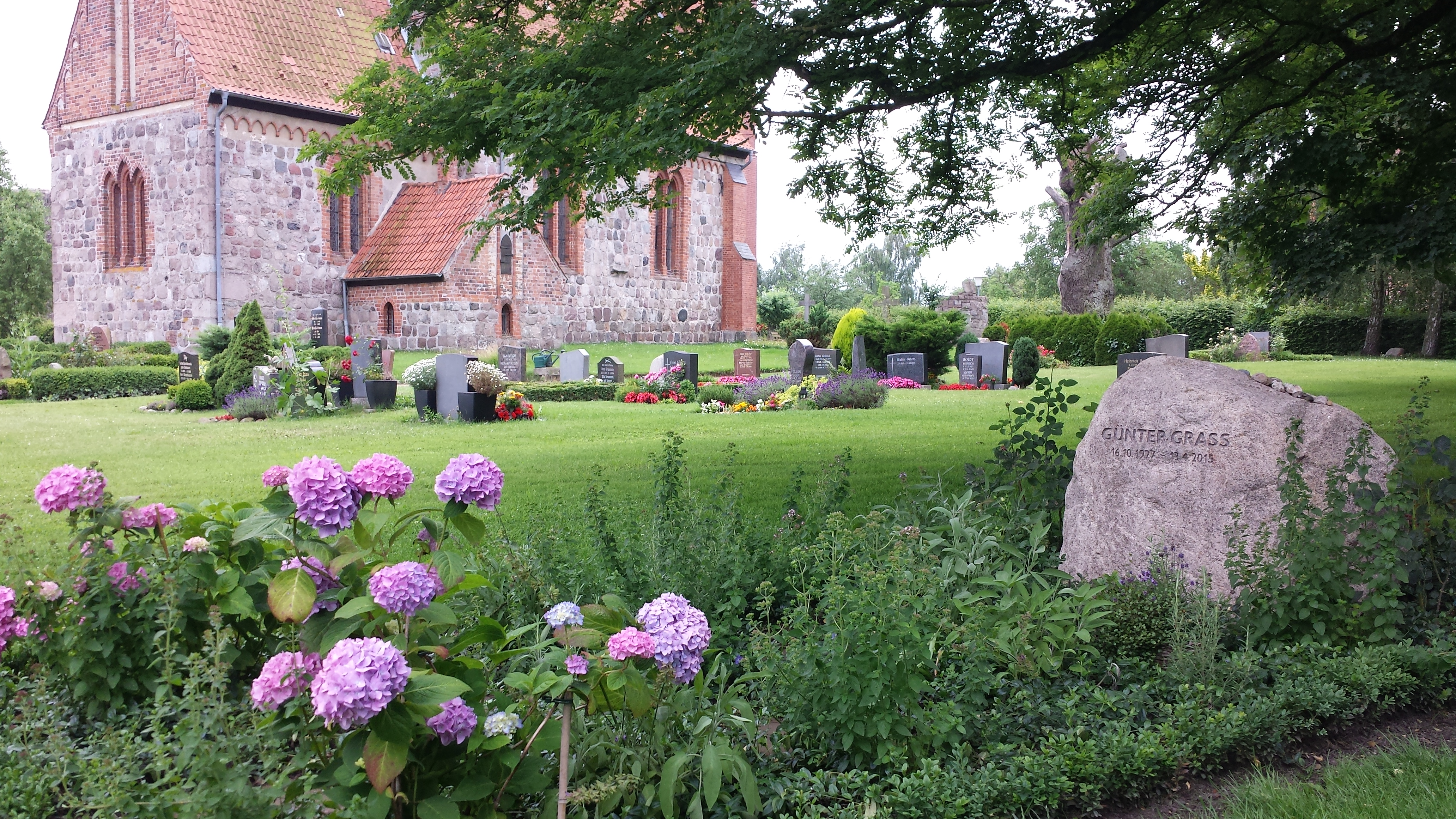
Túmulo de Grass em Behlendorf

Fumante ávido de cachimbo durante a maior parte de sua vida adulta, Grass morreu aos 87 anos de idade devido a uma infecção pulmonar em 13 de abril de 2015 em um hospital de Lübeck, na Alemanha. Foi sepultado em uma cerimônia familiar privada em 29 de abril em Behlendorf, 24 quilômetros ao sul de Lübeck, onde morava desde 1995.
O romancista americano John Irving fez o elogio principal em um serviço memorial para Grass em 10 de maio no Teatro Lübeck. Entre os presentes estavam o presidente alemão Joachim Gauck, o ex-chanceler Gerhard Schröder, a comissária federal para a Cultura, Monika Grütters, o diretor de cinema Volker Schlöndorff e Paweł Adamowicz, prefeito de Gdańsk. Grütters, em comentários aos enlutados, observou que, através do seu trabalho, Grass defendeu a independência dos artistas e da própria arte. Adamowicz disse que Grass "superou o abismo entre a Alemanha e a Polônia" e elogiou a "relutância em fazer concessões" do romancista.

## Prêmios
- 1965 - Prêmio Georg Büchner
- 1996 - Prêmio Sonning
- 1999 - Nobel de Literatura
- 1999 - Prémios Princesa das Astúrias

## Obras
- Die Vorzüge der Windhühner (poemas, 1956); Steidl, 2007
- Die bösen Köche. Ein Drama (peça de teatro, 1956)
- Hochwasser. Ein Stück in zwei Akten (peça de teatro, 1957)
- Onkel, Onkel. Ein Spiel in vier Akten (peça de teatro, 1958)
- Danziger Trilogie
  - O tambor - no original Die Blechtrommel (1959)
  - O gato e o rato - no original Katz und Maus (1961)
  - O cão de Hitler - no original Hundejahre (1963)
- Gleisdreieck (poemas, 1960)
- Die Plebejer proben den Aufstand (peça de teatro, 1966)
- Ausgefragt (poemas, 1967)
- Über das Selbstverständliche. Reden – Aufsätze – Offene Briefe – Kommentare (discursos, ensaios, 1968)
- Örtlich betäubt (1969)
- Davor (peça de teatro, 1970)
- Aus dem Tagebuch einer Schnecke (1972)
- Der Bürger und seine Stimme. Reden Aufsätze Kommentare (discursos, ensaios, 1974)
- Denkzettel. Politische Reden und Aufsätze 1965–1976 (ensaios políticos e discursos, 1978)
- O linguado - no original Der Butt (1977)
- Das Treffen in Telgte (1979)
- Kopfgeburten oder Die Deutschen sterben aus (1980)
- Widerstand lernen. Politische Gegenreden 1980–1983 (discursos políticos, 1984)
- A ratazana - no original Die Rättin (1986)
- Zunge zeigen. Ein Tagebuch in Zeichnungen
- Mau agoiro - no original Unkenrufe (1992)
- Uma longa história - no original Ein weites Feld (1995)
- O meu século - no original Mein Jahrhundert (1999)
- Passo de Caranguejo - no original Im Krebsgang (2002)
- Letzte Tänze (poemas, 2003)
- Descascando a cebola - no original Beim Häuten der Zwiebel (2006)
- Dummer August (poemas, 2007)
- A caixa - no original Die Box (2008)
- Em viagem de uma Alemanha à outra: Diário, 1990 - no original Unterwegs von Deutschland nach Deutschland. Tagebuch 1990. (2009)
- Grimms Wörter (2010)